# Lモード
Lモード（エルモード）とは、かつて東日本電信電話および西日本電信電話（以下、東西NTT）が提供していた固定電話（アナログおよびISDN）に接続されたファクシミリなどの対応する通信機器を利用して、インターネットへ接続する電気通信サービス。

## 概要
NTTドコモグループが提供する携帯電話IP接続サービス「iモード」を固定電話機に移植させたような類似サービスであり、Lは、Living・Local・Lady・Largeを意味している。東西NTTが2001年6月に日本国内で提供を開始した。ゲートウェイは東京と大阪の2カ所に設置されており、東西NTTが各都道府県内に設置されたアクセスポイントなどへの県内通信部分を提供し、域外となるゲートウェイまでの通信はNTTPCコミュニケーションズとインターネットイニシアティブに委託した。
Lモードに対応した電話機にはアナログモデムとモノクロもしくはカラー表示の大型液晶画面（約4-6インチ）が搭載され、メニューサイト「Lメニューリスト」にてコンテンツプロバイダによる着信メロディ・ニュースサイト・天気予報・地域情報・グルメ・レシピ・オンライントレード等の各サイトや、Compact HTMLで作成された勝手サイトのブラウジング、携帯電話のキャリアメールと同様のプッシュ配信型インターネットメール（Lメール）の利用ができる。Lメールのドメインは「○○○○○@pipopa.ne.jp」であった。画面レイアウトや操作性はiモードを踏襲していた。なお、通信はアナログモデム（殆どの機種が33.6kbps）による回線交換接続であり、接続時間に応じて通信料が発生する従量制課金となる。
サービス開始時のターゲットとしては主婦を想定しており、表示文字が大きいこと、FAXでは画面の印刷（プリントスクリーン）が可能であることをセールスポイントにし、テレビCMには東日本では八代亜紀、西日本では浅野ゆう子を起用した。また、固定電話の買い換え（サービス開始当時で年間約700万台）にともなって少しずつ普及することを期待していた。
接続先は東西NTTのアクセスポイントに限定されるため、マイラインで新電電やNTTコミュニケーションズなど他事業者を選択していた場合は強制的に東西NTTへの接続となる。LCRと併用すると不具合を生じるためアダプターの解除が必要となる（Lモード対応機種はマイラインもあった事からLCRは非搭載であった）。IP電話や直収電話回線では接続不可となる。
また、Lモードに対抗して日本テレコム（後のソフトバンクテレコム、現ソフトバンク）が、0088中継電話を利用して接続するJ-webというサービス（J-Skyウェブと類似）を2001年7月13日から開始したが、2007年8月31日でサービスを終了した。対応機種はシャープ・三洋電機などから発売され、Lモード対応機種をカスタマイズしたもので外観はほぼ同一であるが、一機種でLモードとの併用や排他利用は出来ない。

### 撤退
Lモード搭載の留守番電話機・ファクシミリは各メーカーのフラッグシップモデルの位置づけであり（実勢価格として2-6万円台）、Lモード無しの留守番電話機・コードレスホンやファクシミリと比べて価格に倍程度の開きがあった。既にADSLなどのブロードバンドインターネット接続が全国的に普及しており、パソコンでインターネットを利用している人がわざわざ乗り換えて（あるいは併用して）利用するほどの魅力に乏しかった。
Lモードの通信料はPHSのブラウザホンやドットiと同様の回線交換接続による時間従量制課金であることもあり加入者は伸びず、2004年7月に「#Lモード on フレッツ」を開始したが遅きに失した感があった。また、ターゲットに想定していた主婦層はファミリー割引（ドコモ）やパケット定額制の浸透もありフィーチャーフォンを所持する人が多くなった。
Lモードの契約者数は2004年8月末に52万件となるが、当初目標の150 - 200万件には及ばず以降減少し、2006年11月30日に新規受付を終了。2010年3月31日に提供を終了した。

## Lモード on フレッツ
2004年7月1日にサービスを開始した、アクセス回線としてフレッツサービス（ブロードバンド回線）を利用したLモードである。Lモード on フレッツに対応した電話機等の端末を用いる。電話回線使用のLモードと異なり、通信料は別途発生せず高速通信が可能であった。また、フレッツ接続によるIPテレビ電話端末VP1000も対応機種として同年9月1日に発売された。
接続可能なブロードバンド回線はフレッツに限定されたため、他社ブロードバンド回線のユーザーはフレッツへ乗り換えをしなければ利用できない。

## Lモードカード
Lモードの契約者が、Lモードを外出先のICカード式公衆電話で利用するときに使うカードである。ICカード式公衆電話上でLモード公式サイトのほか、Compact HTMLで記述されたウェブサイトを閲覧できる。ただしブックマーク機能はなく、アドレスを入力する必要がある。公式サイトでは固定電話からの利用と同様に、公衆電話設置場所の位置情報を利用することができ、「周辺の天気予報」などを閲覧できる。
発行料金は525円（税込525円）/枚で、月額使用料は不要。通信料金は利用時に硬貨かICテレホンカードで支払う。ICテレホンカードを使う場合はLモードカードと重ねて差し込む。Lモードや公衆電話によるデータ通信と同様に回線交換式のため、携帯電話と比べて通信料が高額になることがある。
Lモードカードには、Lモードのユーザー情報などが記録されているため、たとえNTT東日本の契約者がNTT西日本のICカード式公衆電話を利用しても同じ環境でLモードを利用できる。ローミング料金は当初から利用料金に含まれている。
なお、NTTはICカード式公衆電話を2006年3月末に廃止し、その時点でLモードカードは利用できなくなった。

## Lモード絵文字
Lモードではiモードのように絵文字が表示できる。iモード絵文字にLモード専用の絵文字を追加したものだったが、一部のiモード絵文字は搭載されておらず、〓（下駄記号）に変換される。

## 対応機種を発売したメーカー
- パナソニック コミュニケーションズ（←松下通信工業・松下電器産業）
- シャープ
- NEC
- キヤノン
- 三洋電機
- パイオニアコミュニケーションズ
- ソニー - エアボードIDT-LFL1にオプションFI-103-L1を接続することで利用可能。東西NTTでの直販のみ。
- NTT東日本・NTT西日本 - フレッツフォンVP1000（IPテレビ電話端末）